# بوروت بوژیچ
بوروت بوژیچ (انگلیسی: Borut Božič؛ زادهٔ ۸ اوت ۱۹۸۰) دوچرخه‌سوار اهل اسلوونی است.
از باشگاه‌هایی که در آن بازی کرده‌است می‌توان به تیم دوچرخه‌سواری وکانسولیل–دی‌سی‌ام، تیم دوچرخه‌سواری بحرین–مریدا، تیم آستانه، تیم دوچرخه‌سواری کوفیدیس، و سایکل کولستروپ اشاره کرد.